# Pálmajor
Pálmajor es un pueblo ubicado en el distrito de Kaposvár, en el condado de Somogy, Hungría.

## Superficie
Posee una superficie de 6,240 kilómetros cuadrados.

## Demografía
Hasta 2019 la población era de 312 habitantes, con una densidad de población de 50,00 habitantes por kilómetro cuadrado.